# Anton Chladek
Anton Chladek (1794, Elemer, Voivodine, Serbie - 1882) est un peintre roumain.
Il a étudié à Budapest et à Vienne, où il a pris contact avec le portrait Biedermeier. 
Il fut le premier professeur de Nicolae Grigorescu. Son œuvre se compose de fresques d'églises, des portraits et de miniatures.